# Wiktor Zborowski

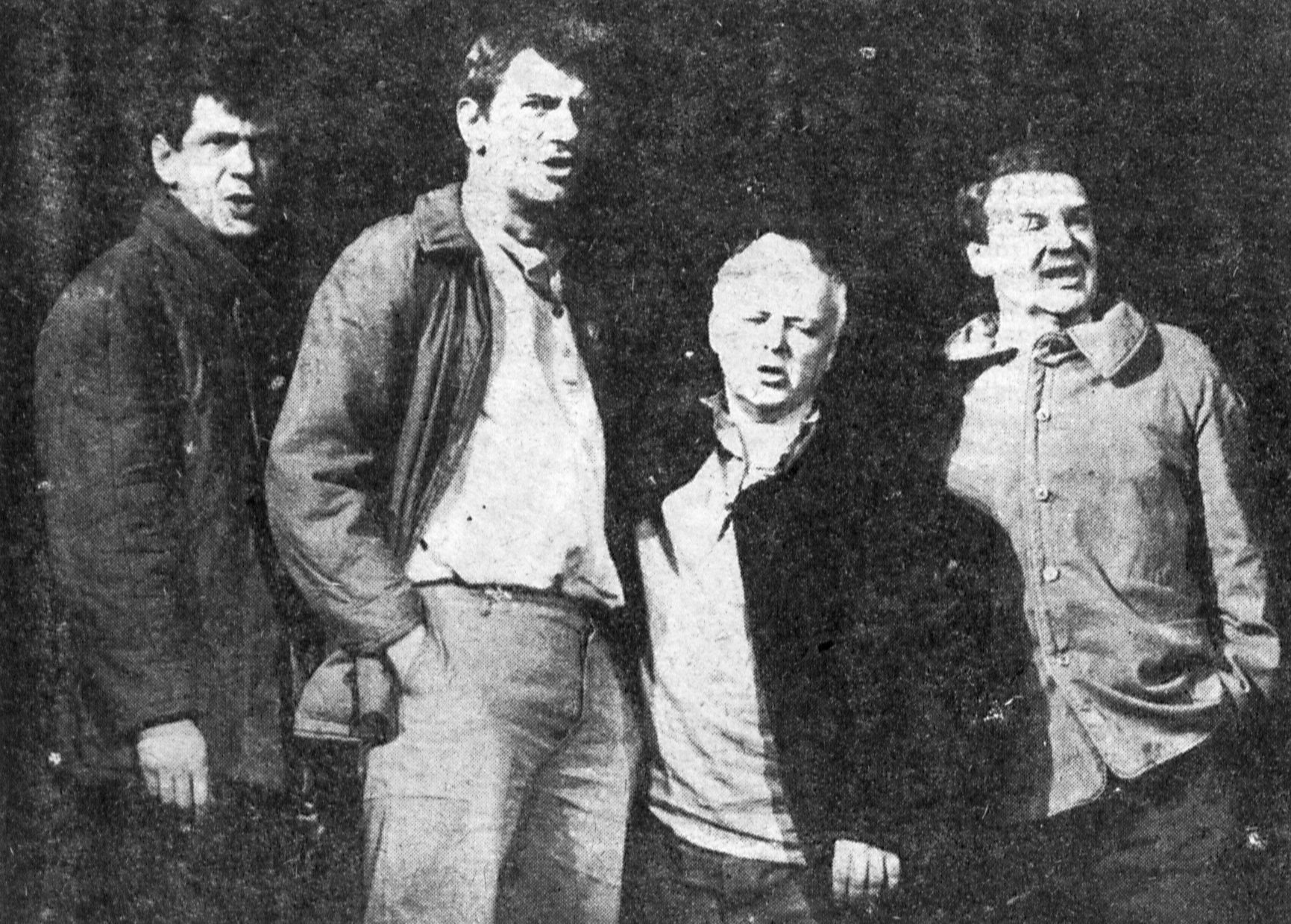
Występ aktorów Teatru Ateneum z Warszawy ze spektaklem "Wysocki" na XII Przeglądzie Piosenki Aktorskiej we Wrocławiu (1991). Od prawej: Leonard Pietraszak, Marian Opania, Wiktor Zborowski, Marcin Sosnowski

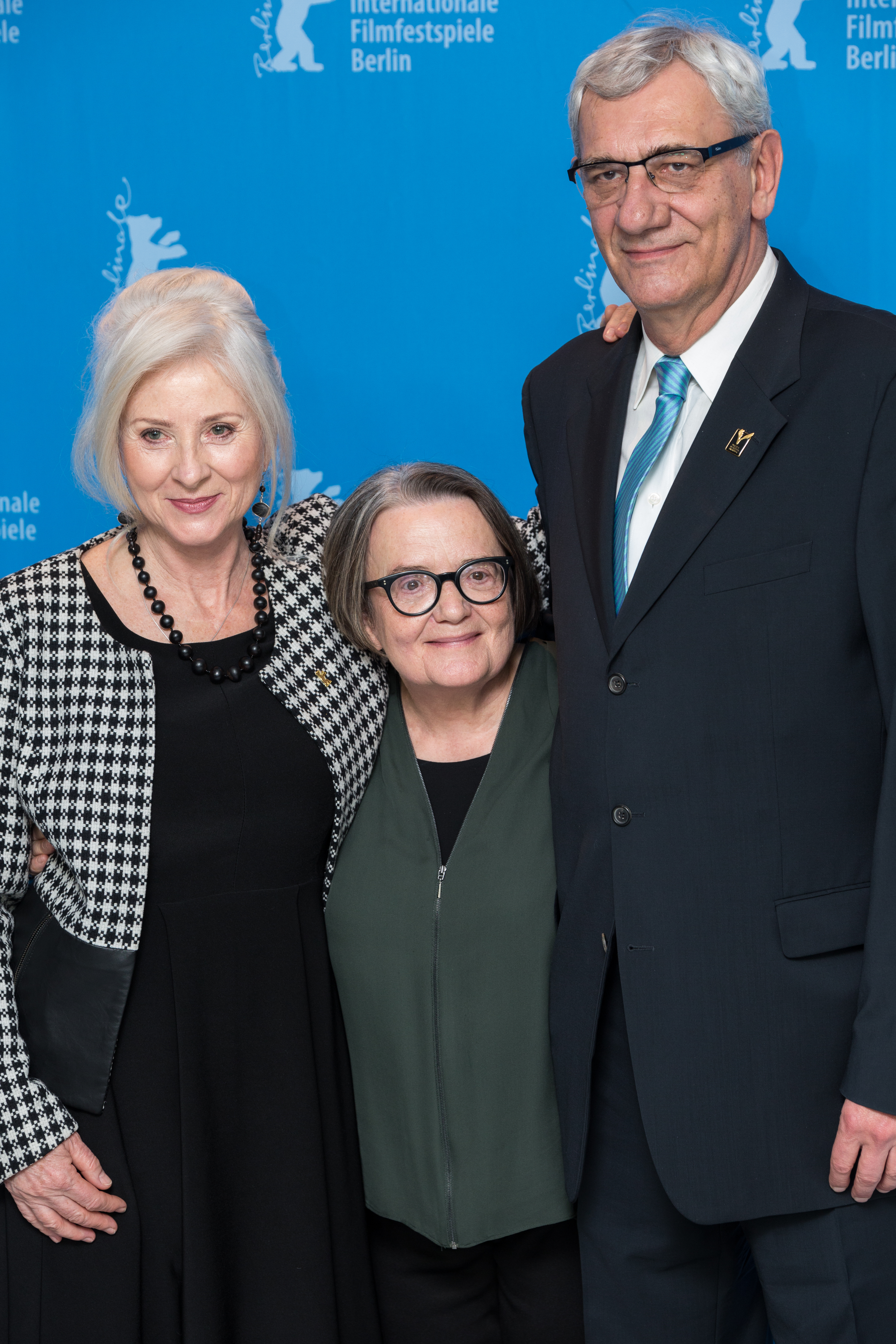
Agnieszka Mandat, Agnieszka Holland i Wiktor Zborowski na prezentacji filmu Pokot na Berlinale 2017

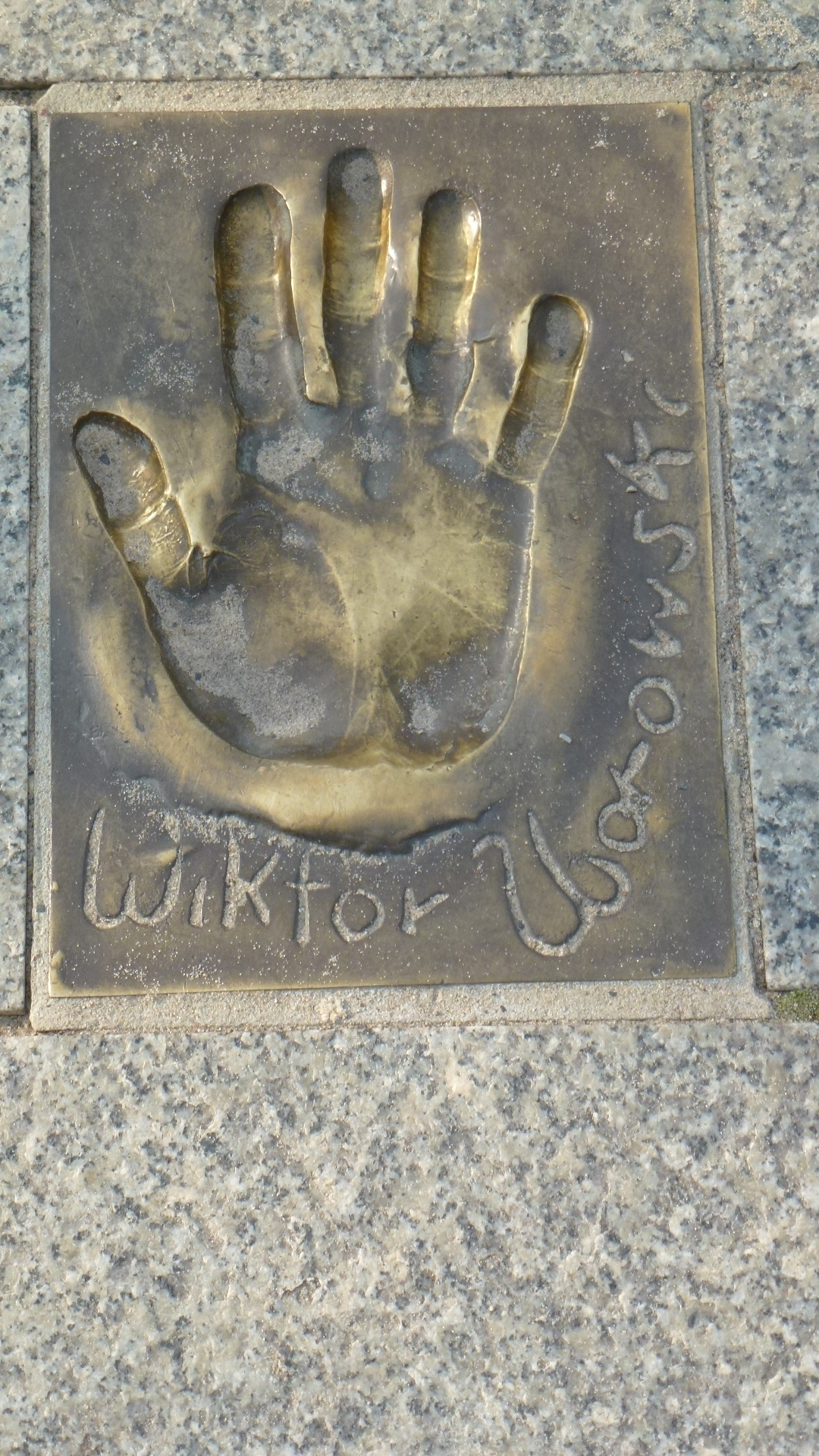
Odcisk dłoni Wiktora Zborowskiego w Alei Gwiazd w Międzyzdrojach

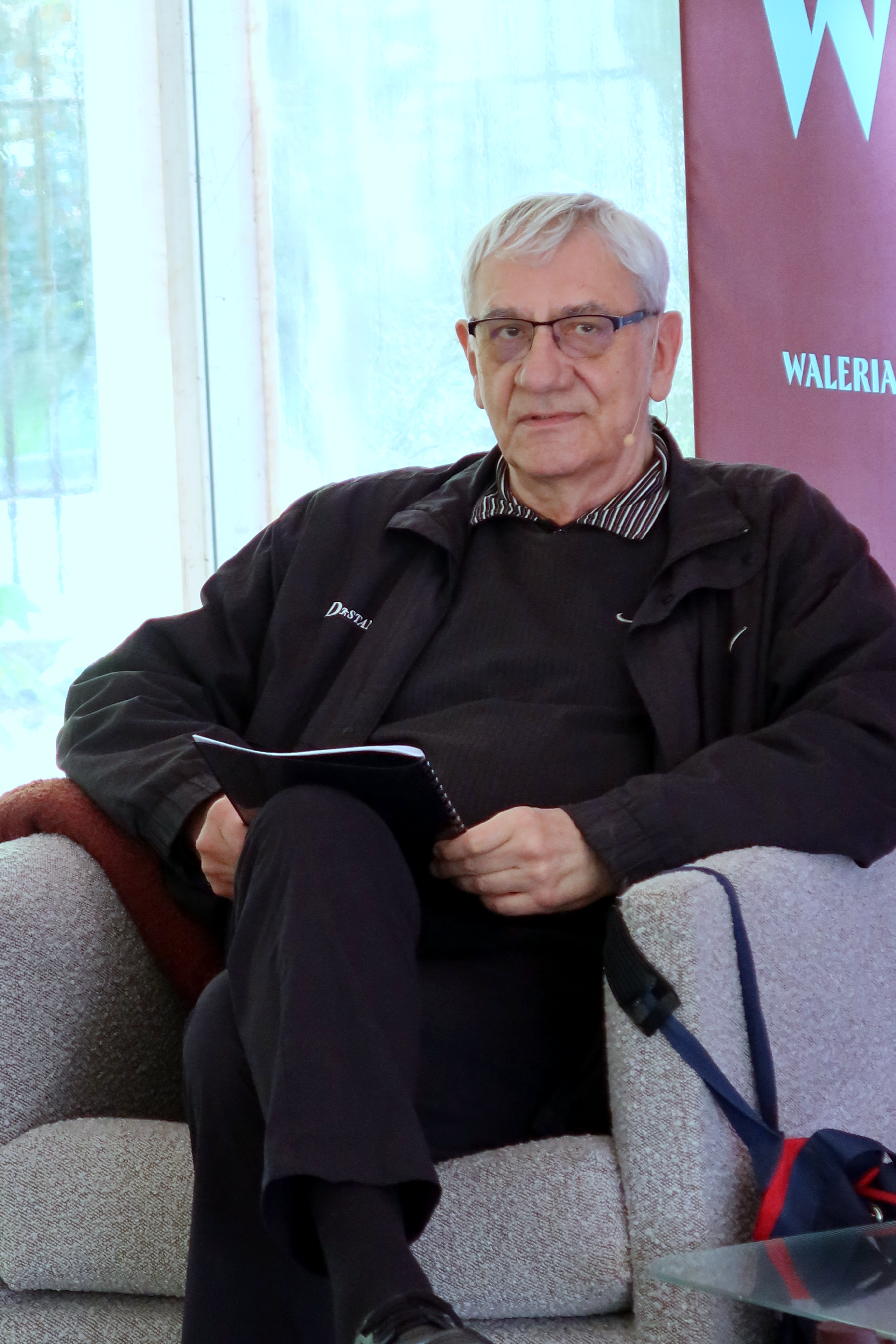
Wiktor Zborowski czytający fragmenty wspomnień Jana Szczepkowskiego podczas otwarcia wystawy stałej w dawnej willi rzeźbiarza w Milanówku (26 kwietnia 2025)

Wiktor Stanisław Zborowski (ur. 10 stycznia 1951 w Warszawie) – polski aktor teatralny, filmowy, radiowy (Teatr Polskiego Radia) i dubbingowy.

## Życiorys
Urodził się i dorastał w Warszawie jako syn Hanny Kobuszewskiej (1921–2012) i Adama Zborowskiego (1919–1993), prawnika, prokuratora i wiceministra sprawiedliwości. Jego matka była siostrą lekarki Marii Kobuszewskiej-Faryny i aktora Jana Kobuszewskiego. Miał zostać koszykarzem lub chirurgiem. Mając 198 cm wzrostu, jako nastolatek trenował koszykówkę w Polonii Warszawa, był członkiem juniorskiej reprezentacji Polski w koszykówce mężczyzn, z którą w 1968 wystąpił na mistrzostwach europy U-18 w Hiszpanii (reprezentacja Polski zajęła 9. miejsce). W klasie maturalnej doznał kontuzji, która przerwała jego karierę. Ukończył XI Liceum Ogólnokształcące im. Mikołaja Reja w Warszawie (1969).
Z aktorstwem zetknął się od dziecka, przez wuja Jana Kobuszewskiego. Bywał w teatrze, miał kontakt ze sceną. Mając 10 lat wziął udział w przedstawieniu Rewolwer Aleksandra Fredry (1962) w reżyserii Marii Wiercińskiej w Teatrze Polskim w Warszawie. W 1973 ukończył warszawską Państwową Wyższą Szkołę Teatralną. 
W 1970 zadebiutował w roli grabarza w Hamlecie Williama Szekspira w reż. Adama Hanuszkiewicza w Teatrze Narodowym, z którym był związany w latach 1973–1981. Po raz pierwszy wystąpił na małym ekranie w roli wikarego w dramacie telewizyjnym Romana Wionczka Padalce (1974) z Bolesławem Płotnickim. Pojawił się jako inżynier Maliszewski w jednym z odcinków serialu Jerzego Gruzy Czterdziestolatek pt. „Pocztówka ze Spitzbergenu czyli oczarowanie” (1975).
Od 1972 był członkiem Polskiej Zjednoczonej Partii Robotniczej, z której wystąpił na początku lat 80..
Jest autorem hasła „Teraz Polska”.

## Filmografia

### Filmy
- 1973: Padalce – Wikary
- 1977: Ostatnie okrążenie – członek organizacji „Wilki” składający przysięgę
- 1980: Miś – Mężczyzna wnoszący do kiosku łysą kobietę na noszach
- 1980: Kontrakt – Gość
- 1980: Dzień Wisły
- 1983: Wielki statysta – Konopka
- 1984: Miłość z listy przebojów – Celnik
- 1984: Kobieta w kapeluszu – Aktor grający sędziego w „Balu manekinów”
- 1985: Siekierezada – Młody Batiuk
- 1985: C.K. Dezerterzy – Moryc Haber
- 1987: Misja specjalna – Zdzisio mechanik
- 1988: Kogel-mogel – Naczelnik
- 1988: I skrzypce przestały grać – Tomasz
- 1989: Sztuka kochania – Roman Zabiełło, przyjaciel Pasikonika
- 1989: Kapitał, czyli jak zrobić pieniądze w Polsce – Mężczyzna w reklamie
- 1989: Galimatias, czyli kogel-mogel II – Naczelnik
- 1991: Kuchnia polska – Jan Biesiekierski
- 1992: Wszystko co najważniejsze... – Futurysta na przyjęciu u Boguckiego
- 1992: Kawalerskie życie na obczyźnie – Wilhelm, następca Hermana u karuzelnika
- 1992: Dotknięcie ręki – Kandydat na sekretarza Kesdiego
- 1993: Goodbye Rockefeller – Matros, człowiek Namolnego
- 1993: Do widzenia wczoraj. Dwie krótkie komedie o zmianie systemu – Fryzjer
- 1994: Oczy niebieskie – Aktor we śnie
- 1997: Darmozjad polski – Sekretarz
- 1998: Złoto dezerterów – Moryc Haber
- 1998: Dokument podróży
- 1999: Ogniem i mieczem – Longinus Podbipięta
- 2000: Koniec świata u Nowaków – Tato
- 2003: Stara baśń. Kiedy słońce było bogiem – Wiking Tłumacz
- 2004: Cudownie ocalony – Stasiek
- 2007: Ryś – Klemens
- 2009: Mniejsze zło – mężczyzna w kościele
- 2010: Śluby panieńskie – Jan
- 2010: Mała matura 1947 – Profesor „Syfon”, matematyk, wychowawca klasy
- 2010: Święta krowa – Weterynarz
- 2010: Milion dolarów – Kierowca dyrektora banku
- 2011: Och, Karol 2 – Ojciec Marysi
- 2012: Rozmowy ze śmiercią – Redaktor naczelny
- 2012: Kanadyjskie sukienki – Walczyk, ojciec Ireneusza
- 2015: Excentrycy, czyli po słonecznej stronie ulicy – Milicjant Stypa
- 2015: Świt – Karlis Janovics
- 2017: Pokot – Matoga
- 2019: Pan T. – Przewodniczący KMD
- 2019: Mowa ptaków – Ojciec historyka
- 2019: Miszmasz, czyli kogel-mogel 3 – Starosta Maciejak
- 2019: Czarny mercedes – major, dowódca „Sępa”
- 2022: Koniec świata, czyli kogel-mogel 4 – Starosta Maciejak
- 2024: Baby boom, czyli kogel-mogel 5 – Starosta Zygmunt Maciejak
- 2024: Dalej Jazda! – Antoni Kryska
- 2025: Dziadku, wiejemy! – Waldek

### Seriale
- 1974–1977: Czterdziestolatek – Inżynier Maliszewski
- 1977: Lalka – Żołnierz na Węgrzech
- 1981: Jan Serce – Stefan
- 1983: Alternatywy 4 – Gość na weselu (odc. 8)
- 1984: Lato leśnych ludzi – Naukowiec „Żuraw”
- 1985: 5 dni z życia emeryta – Żyd wyprowadzający rodzinę Rosena - Kaliny z getta (odc. 1)
- 1985: Urwisy z Doliny Młynów – Kowal, ojciec Jacka i Wacka
- 1989: Paziowie – Nauczyciel fechtunku
- 1989: Janka – Fotograf z prasy
- 1991–1992: Kuchnia polska – Jan Biesiekierski
- 1992: Żegnaj, Rockefeller – Matros, człowiek Namolnego
- 1993: Wow – lekarz terapeuta (odc. 12)
- 1993–1994: Bank nie z tej ziemi – White, inspektor ze Scotland Yardu
- 1994–1995: Fitness Club – Janusz Góralczyk, mąż Ewy
- 1995: Mordziaki – Piotrowski, tata Zosi
- 1996: Maszyna zmian. Nowe przygody – Sierżant (odc. 5)
- 1996: Bar Atlantic – Doktor Zygmunt, pracownik naukowy Uniwersytetu
- 1997: Klan – Karol Malik, trener koszykówki
- 1998: Siedlisko – Dzwoniący do Ameryki
- 1999: Lot 001 – Paco (odc. 7)
- 2000–2001: Przeprowadzki – Abraham Rosenberg, brygadier w firmie „Szczygieł” (odc. 4-10)
- 2000: Ogniem i mieczem – Longinus Podbipięta
- 2000: Graczykowie – Owat (odc. 18)
- 2000: 13 posterunek 2 – Wielkolud (odc. 30)
- 2001: Myszka Walewska – Grzegorz Walewski
- 2003: Magiczne drzewo – Policjant (odc. 2)
- 2003: Lokatorzy – Andrzej Giertyński, ojciec Marianny (odc. 141)
- 2003: Kasia i Tomek – Karol, lokaj Ani i Jacka (odc. 2 i 9)
- 2003: Daleko od noszy – Ludwik „Kopyto” Ignaszewicz (odc. 2)
- 2003: Bao-Bab, czyli zielono mi – hydraulik Wiesio Danielak
- 2004: Kryminalni – Witold Tumski (odc. 12)
- 2005: Stara Baśń – Wiking Tłumacz
- 2005: Sąsiedzi – on sam (odc. 72)
- 2005: Codzienna 2 m. 3 – poeta Janusz Burchardt (odc. 9)
- 2005: Anioł Stróż – Święty Piotr
- 2006: Kochaj mnie, kochaj! – profesor Janusz Jaskółka
- 2006: My baby – Leszek, mąż Joanny (odc. 6)
- 2007, 2012–2016: Ranczo – Biskup Wacław Sądecki
- 2007–2008: Hela w opałach – Herbert Polak, ojciec Leszka
- 2008: Niania – Lokaj Jan (odc. 96)
- 2008: Na kocią łapę – Strażnik miejski Roman Motylak, mąż Sabiny
- 2008: Daleko od noszy – Czyprian Królewski (odc. 150)
- 2008: Agentki – Dariusz Talarski (odc. 8)
- 2009: Synowie – Maksymilian Krygowski, odźwierny Bukata
- 2010: Ludzie Chudego – Komendant policji (odc. 5)
- 2017: Ucho Prezesa – Ryszard
- 2018: 1983 – sędzia Janusz Żurawski, profesor Kajetana (odc. 1)
- 2021: Mecenas Porada – przewodniczący rady adwokackiej (odc. 1)

### Etiudy filmowe
- 1988: Szczęściarz – Baltazar
- 2005: Profesor – Profesor
- 2008: Supermax
- 2017: Plica Polonica – lektor
- 2017: Uczciwi ludzie – Stryj

### Teatr Telewizji
- 1974: Skamieniały las – Herb
- 1974: Romeo i Julia
- 1975: Wieczór Trzech Króli – Kurio
- 1975: Aktor – Bywalec kawiarni
- 1976: Upiór w kuchni – Sierżant Griggson
- 1976: Brutalna gra – Cecil
- 1977: Turoń – Chłop
- 1977: Trzy po trzy
- 1979: Pechowy dzień i zbrodnia i kara – Nieznajomy
- 1979: Brzechwa dzieciom
- 1980: Pierścień i róża czyli historia Lulejki i Bulby
- 1980: Król w Kraju Rozkoszy – Florbel
- 1980: Cyrano de Bergerac – Montfleury
- 1981: Moliere, czyli zmowa świętoszków – Markiz de Laissac
- 1981: Igraszki trafu i miłości
- 1984: Selekcja – Porucznik FBI (odc. 2)
- 1988: Tym razem żegnaj na zawsze – Teodor Jeske-Choiński
- 1988: Napoleon V.S.O.P. – Bertrand
- 1989: Spotkania ze Szwejkiem – obsada aktorska (odc. 7)
- 1989: Dwaj Panowie B. czyli jej pierwszy kochanek – Antoni Gorzeń
- 1990: Obrona Ksantypy – Parrasjos
- 1990: Człowiek z Budki Suflera – Kudelius
- 1991: Jej mężowie – Frederick Lowden
- 1991: Bananowy interes – Cornelius J. Hollingsworth
- 1992: Cieszmy się życiem – Donald
- 1993: Upiór w kuchni – Inspektor Hunt
- 1993: Miarka za miarkę – Łokieć
- 1993: Manhattan poker – Feliks
- 1993: Kolęda wigilijna – Cratchit
- 1993: Akapit – Pacjent
- 1994: Żółta szlafmyca albo kolęda na nowy rok – Fircyk, przyjaciel domu
- 1994: Zatrute pióro – Conrad Leary
- 1994: Rozmowy zmarłych
- 1994: Portret słabego pianisty – Główny kominiarz
- 1994: Po tamtej stronie – Andrzej
- 1994: Mały Książę – Zwrotniczy
- 1994: Alicja w Krainie Czarów
- 1995: Słomkowy kapelusz – Emil Tavernier
- 1995: Pierwiastek z minus jeden – Obcy
- 1995: Nareszcie bal – Król
- 1995: Ciemno – Mietek, syn Jakubca
- 1995: Bożena – Kamil
- 1995: Ach, co za wynalazek – Szpak
- 1996: Podróż do Wenecji – Kristoffer
- 1996: Miki – Anioł
- 1996: Komedia sytuacyjna – Karol Summerskill
- 1998: Farrago – Święty Piotr
- 1998: Balkis – Tygrys
- 1999: W tym domu straszy – Reżyser
- 2001: Wielki Świat – Franio
- 2001: Chłopiec i anioł – Anioł
- 2002: Smutne miasteczko
- 2003: Siła komiczna – Marmion
- 2004: Dzień przed zachodem – Sołtys
- 2005: Żywot Józefa – Piekarz Zofar, Diabeł Asmodeus
- 2005: Dzikuska – Wróżka
- 2005: Bieg szlakiem historii
- 2006: Dobrze – Sąsiad
- 2008: Warszawa – Artysta kabaretowy
- 2010: Wierność – Karol Szadurski
- 2011: Boska! – St. Clair
- 2013: Pamiętniki pani Hanki – Stryj Albin

### Dubbing
- 1979–1983: Scooby i Scrappy Doo (pierwsza wersja) – Scooby Doo (odc. 1)
- 1980: Tajemnica szyfru Marabuta – Fum #1
- 1983–1986: Smerfy – Wykonanie piosenki
- 1984–1989: O dwóch takich, co ukradli księżyc
- 1990–1991: Muminki – Wykonanie piosenki
- 1990–1994: Super Baloo – Wykonanie piosenki
- 1992: Kometa nad Doliną Muminków – Wykonanie piosenki
- 1994: Król lew – Mufasa
- 1996: Dzwonnik z Notre Dame – Victor
- 1996: Kosmiczny mecz – Pound jako Monstar
- 1998: Król lew II: Czas Simby – Mufasa
- 1999: Asterix i Obelix kontra Cezar – Obelix
- 1999: Baldur’s Gate – Sarevok
- 2000: Planescape: Torment – Vhailor
- 2002: Asterix i Obelix: Misja Kleopatra – Obelix
- 2002: Dzwonnik z Notre Dame II – Victor
- 2004: 7 krasnoludków – historia prawdziwa – Ślisk
- 2005: Jam Session
- 2006: Asterix i wikingowie – Obelix
- 2006: Neverwinter Nights 2 – Khelgar Żelazna Pięść
- 2006: Heroes of Might and Magic V – Godryk
- 2008: Asterix na Olimpiadzie – Obelix
- 2008: Kung Fu Panda – Tai Lung
- 2009: Esterhazy – Hrabia Esterhazy
- 2011: Rio – Nigel
- 2011: The Elder Scrolls V: Skyrim – Esbern
- 2012: Asterix i Obelix: W służbie Jej Królewskiej Mości – Obelix
- 2012: Hobbit: Niezwykła podróż – Gandalf Szary
- 2012: Ralph Demolka – Surge Protector
- 2012: Pinokio – Gepetto
- 2013: Hobbit: Pustkowie Smauga – Gandalf Szary
- 2014: Rio 2 – Nigel
- 2014: X-Men: Przeszłość, która nadejdzie – Magneto
- 2014: Samoloty 2 – Wicherek
- 2014: Piorun i magiczny dom – Jack
- 2014: Hobbit: Bitwa Pięciu Armii – Gandalf Szary
- 2016: Zwierzogród – Burmistrz Lewin Grzywalski
- 2016–2020: Lwia Straż – Mufasa
- 2016: Były sobie człowieki – Król Szymon
- 2017: Rock Dog – Mistrzu
- 2017: Thor: Ragnarok – Arcymistrz
- 2017: Żubr Pompik – Pomruk
- 2019: Ralph Demolka w internecie – Kontrol
- 2019: Asteriks i Obeliks: Tajemnica magicznego wywaru – Obelix
- 2019: Król lew – remake – Mufasa

## Życie prywatne
Żonaty z aktorką Marią Winiarską, z którą ma dwie córki: prezenterkę telewizyjną Hannę (ur. 1983) i aktorkę Zofię (ur. 1987), która jest żoną siatkarza Andrzeja Wrony (ur. 1988). Ma cztery wnuczki (Ninę i Milę, córki Hanny, oraz Nadzieję i Jaśminę, córki Zofii)

## Nagrody i odznaczenia
- 1997: Odznaka „Zasłużony Działacz Kultury”[7]
- 2013: Srebrny Medal „Zasłużony Kulturze Gloria Artis”[8]
- 2014: Wielki Splendor – nagroda dla wybitnych twórców teatru radiowego[9]
- 2017: Festiwal Filmów Animowanych „Animocje” w Bydgoszczy – nagroda za osiągnięcia w dubbingu[10]
- 2024: Złoty Medal „Zasłużony Kulturze Gloria Artis”[11]